# Горна Рибница
Вижте пояснителната страница за други значения на Рибница.
Го̀рна Рѝбница е село в Югозападна България, община Струмяни, област Благоевград. Селото е в България от 1912 година в резултат от Балканската война.

## Население

### Етнически състав
Преброяване на населението през 2011 г.
Численост и дял на етническите групи според преброяването на населението през 2011 г.:
|                     | Численост |
| Общо                | 6         |
| Българи             | 6         |
| Турци               | 0         |
| Цигани              | 0         |
| Други               | -         |
| Не се самоопределят | -         |
| Неотговорили        | -         |

## География
Село Горна Рибница се намира в историко-географската област Каршияка. Разположено е в източните склонове на Малешевска планина, на надморска височина между 990 m в северозападния му край и около 930 m – в източния и южния. Климатът е преходносредиземноморски с планинско влияние, зимен максимум и летен минимум на валежите (средногодишна валежна сума около 800 mm). Почвите са предимно светли кафяви горски.
Общински път без настилка води на юг до връзка с третокласния републикански път III-1008.
Землището на село Горна Рибница граничи със землищата на: село Гореме на север и изток; село Цапарево на югоизток и юг; село Раздол на юг и югозапад; село Клепало на запад.
Населението на село Горна Рибница, наброявало 503 души при преброяването към 1934 г. и 54 към 1975 г., намалява до 3 (по текущата демографска статистика за населението) към 2020 г.
При преброяването на населението към 1 февруари 2011 г., от обща численост 6 лица, за 6 лица е посочена принадлежност към „българска“ етническа група.

## История
Васил Миков свързва името на селото с месторазположението му и смята, че първоначално се е наричало Ридница. Горна Рибница възниква в началото на 18 век като колибарско селище. По предание първи заселници са братята Ангел, Иван и Христо Бугаринови от Дупнишко. По-късно идват Панковци от Горноджумайско, Конарци от Струмишко и други. През XIX век населението се занимава с животновъдство (овце, кози, свине) и земеделие (царевица, ръж, ечемик). През 1830-те в частна къща е открито килийно училище с учител Атанас от Дебърско, което в средата на века става новобългарско. През 1846 – 1849 е построена църквата „Свети Атанасий“.
През Възраждането Горна Рибница е неголямо селище с чисто българско население, числящо се първоначално към Мелнишката каза, а след 1878 към Петричката каза на Серския санджак. В „Етнография на вилаетите Адрианопол, Монастир и Салоника“, издадена в Константинопол в 1878 година и отразяваща статистиката на населението от 1873 година, Горна Рибница (Ribnitsa) е посочено като село с 42 домакинства със 130 жители българи.
По време на Кресненско-Разложкото въстание 1878 – 1879 е образувана местна чета с войвода местния поп Димитър Г. Икономов. 7 души от селото подписват петицията на бежанци от Македония до генералния консул на Великобритания в София с молба да бъдат освободени от османско владичество (5 декември 1878). Рибничани подписват и писмото протест на селата от Мелнишко и Петричко до турския каймакамин в град Петрич – Хюсни бей (11 декември 1878). Около 1897 е създаден комитет на ТМОРО. През 1901 – 1903 Гоце Делчев 2 пъти посещава селото. По време на подготовката на Илинденско-Преображенското въстание 1903 турската войска извършва насилия над населението – опожарени са около 20 къщи.
Съгласно известната статистика на Васил Кънчов („Македония. Етнография и статистика“) към 1900 година в селото живеят 460 души българи християни.. Според статистиката на секретаря на Българската екзархия Димитър Мишев („La Macédoine et sa Population Chrétienne“) в 1905 година населението на селото се състои от 624 българи екзархисти. В селото има едно начално българско училище с един учител и 28 ученици.
Горна Рибница е освободено от османско владичество през октомври 1912 г. При избухването на Балканската война трима души от селото са доброволци в Македоно-одринското опълчение.
След войните от 1912 – 1918 г. поминък на населението остават земеделието и животновъдството. Населението намалява поради масови изселвания, най-значителни през 1959 – 1970 главно за градовете Разград, Сандански, Благоевград и Дупница.

## Личности
Родени в Горна Рибница
- Поп Димитър Екатерински, деец на ВМОК, войвода на горнорибнишката чета в Горноджумайското въстание в 1902 година.[13]
- Васил Попдимитров, български революционер, деец на ВМРО и политик
- Васил Серафимов Попдимитров (8 септември 1916 – ?), завършил в 1942 година медицина в Софийския университет[14]
- Станоя Плашилски (1820-те – 1881), български хайдутин и революционер
- Давитко Вангелов Панков, награден със знак на военния орден „За храброст", IV степен и войнишки кръст „За храброст", ІV степен, за отличие във войната със сърби, англичани и французи през 1915 година; убит на 20 март 1923 година от дейци на ВМРО заедно с Петър Чочков от Серменин и Христо Стоименов Железнички[15]

Починали в Горна Рибница
- Константин Попгеоргиев (Костадин) (ок. 1840 – ?), български революционер
- Христо Бабамов (1874 - 1902),  български учител и революционер

Свързани с Горна Рибница
- Атанас Дебърски, дългогодишен учител в Горна Рибница през първата половина на XIX век
- Димитър Икономов (1828 – 1912), български свещеник, просветен деец и революционер